# جيمس روسي
جيمس روسي (بالإنجليزية: James Rossi)‏ هو دراج أمريكي، ولد في 12 أبريل 1936 في شيكاغو في الولايات المتحدة، وتوفي في 3 سبتمبر 2005.

## وصلات خارجية
- جيمس روسي على موقع أرشيف الدراجات (الإنجليزية)
- جيمس روسي على موقع أوليمبيديا (الإنجليزية)